# Cortinarius triformis
Cortinarius triformis (Elias Magnus Fries, 1838) a încrengăturii Basidiomycota, din familia Cortinariaceae și de genul Cortinarius, este o ciupercă necomestibilă destul de rară care coabitează, fiind un simbiont micoriza (formează micorize pe rădăcinile arborilor). Un nume popular nu este cunoscut. În România, Basarabia și Bucovina de Nord trăiește de la câmpie la munte în grupuri mai mici, în păduri de conifere, de foioase precum în cele mixte cu predilecție sub molizi respectiv sub fagi. Timpul apariției este din (august) septembrie până în noiembrie.

## Taxonomie

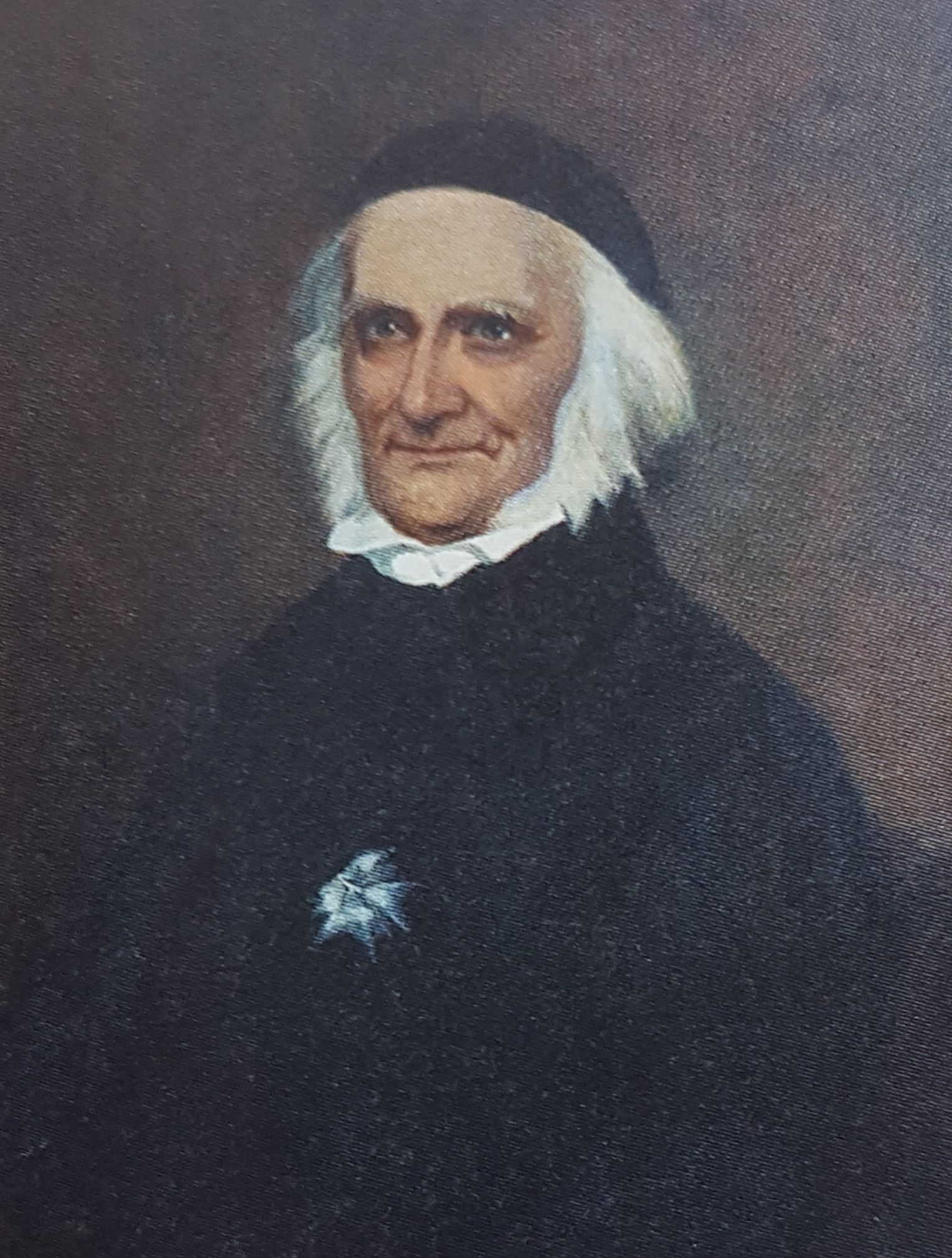
Elias M. Fries

Numele binomial Cortinarius triformis a fost determinat de renumitul micolog suedez Elias Magnus Fries, de verificat în cartea sa Epicrisis systematis mycologici, seu synopsis hymenomycetum din 1838, fiind, de asemenea, numele curent valabil (2022). Toți ceilalți taxoni sunt acceptați drept sinonime.
Trebuie menționat că Cortinarius melleopallens (Fr.) Britzelm.  este văzut de unii specie independentă, iar de alții doar sinonim al buretelui descris aici.
Epitetul specific este derivat din adjectivul latin (latină triformis=tripartit, constând din trei părți, datorită aspectului ciupercii.

## Descriere

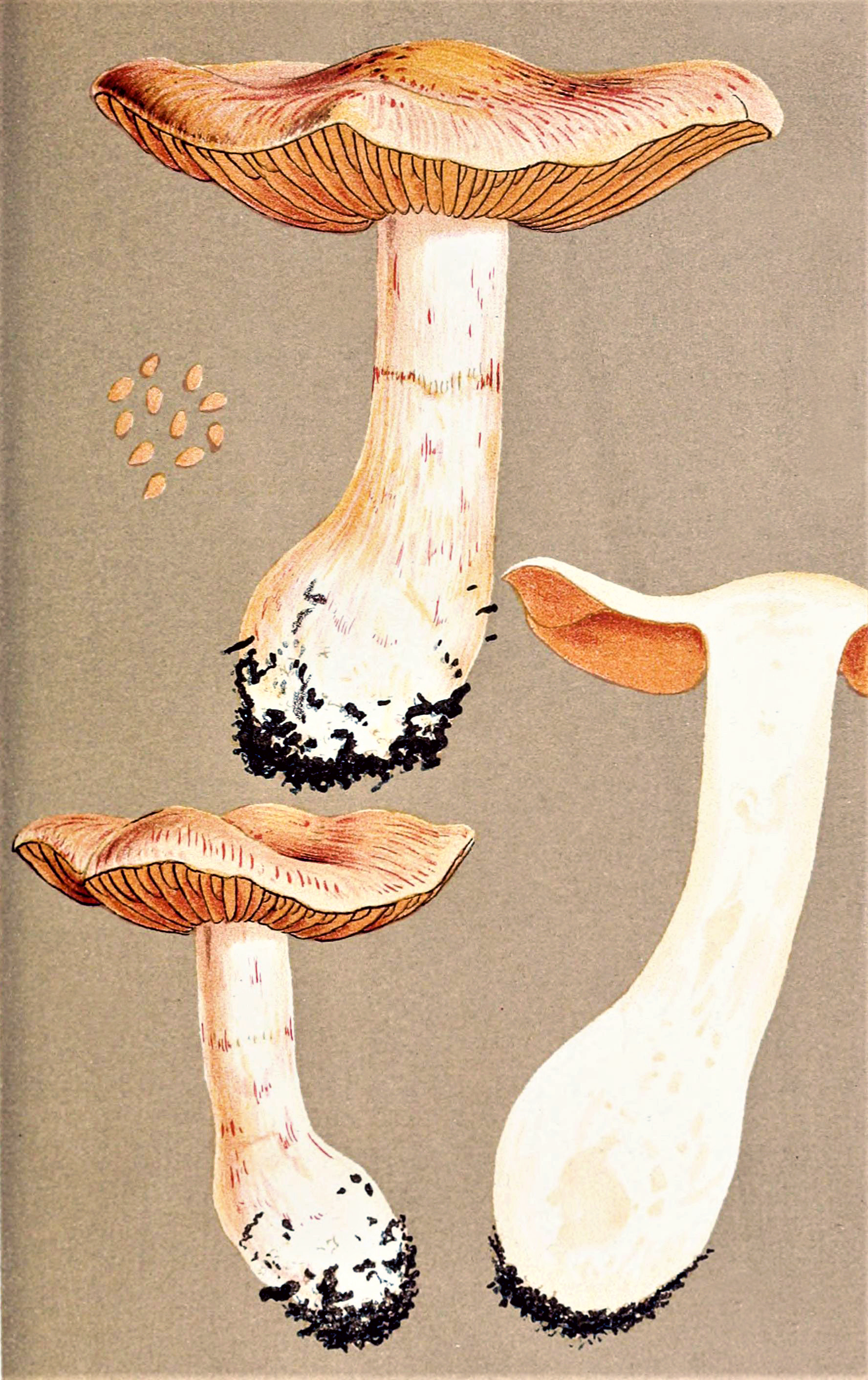
Cooke: Cortinarius triformis

- Pălăria: are un diametru între 4-7 (9) cm, este destul de fermă și groasă, spre margine subțire, higrofană, la început aproape emisferică, apoi convexă sau conică și în sfârșit extinsă, cu un mamelon obtuz, uneori deprimat în centru. Cuticula este netedă, mată (la umezeală umedă, părând slinoasă), higrofană, marginea cu urme de voal alb și nestriată. Coloritul depinde de vreme și de variație: astfel este pe vreme uscată gri-maroniu, maroniu-ocru până la ocru-gălbui, dar brun-roșiatic până ruginiu când este umed.
- Lamelele: subțiri și nu prea aglomerate, cu lameluțe intercalate de lungime diferită, sunt bombate și lat aderate la picior, decurgând cu un dinte, fiind învăluite la început de o cortină formată din fibre fine ca păienjeniș de culoare albă, fragment al vălului parțial. Coloritul inițial de culoarea lutului, devine apoi crem, ocru-gălbui până galben-maroniu și în sfârșit ruginiu până brun de scorțișoară. Muchiile albicioase devin cu avansarea în vârstă din ce în ce mai crenate.
- Piciorul: golaș cu o lungime de 5- 10 (14) cm și un diametru de 1-2 cm (la baza bulboasă, până la 3 cm) în formă de măciucă este cărnos, spongios și plin pe dinăuntru, fiind acoperit la exemplarele tinere de un voal alb care uneori dă naștere unei zone inelare sau benzi trecătoare, mai târziu maronii. Coloritul fundal al cojii este albicios până alb-argintiu.
- Carnea: de un colorit gri-albui murdar până crem, marmorată maroniu deschis, este fermă și destul de groasă, mirosul în tinerețe neremarcabil, devine mai târziu ceva prăfos și slab de cedru, gustul fiind blând, dar nesavuros.[3][4]
- Caracteristici microscopice: are spori colorați palid ocru, slab dextrinoizi, elipsoidali până puțin fusiformi cu un apicol rotunjit, fin verucoși pe suprafață, măsurând 7,4-10 (11) x 4 (4,4)-5,7 (6,5) microni. Pulberea lor este ruginie. Basidiile cilindrice până la bulboase cu fibule și o dimensiune de 30-32 x 6,5-7,2 microni prezintă 4 sterigme fiecare. Cistidele (elemente sterile situate în stratul himenial sau printre celulele din pielița pălăriei și a piciorului, probabil cu rol de excreție) sunt hialine (translucide). Hifele pileocistidelor (elemente sterile de pe suprafața pălăriei) au o lățime de 15 µm, pereții fiind pigmentați parțial granulos.[12][13]
- Reacții chimice: carnea se decolorează cu o soluție de baze (hidroxid de potasiu, Hidroxid de sodiu sau azot) brun-roz, iar cuticula gri-brun. [13]

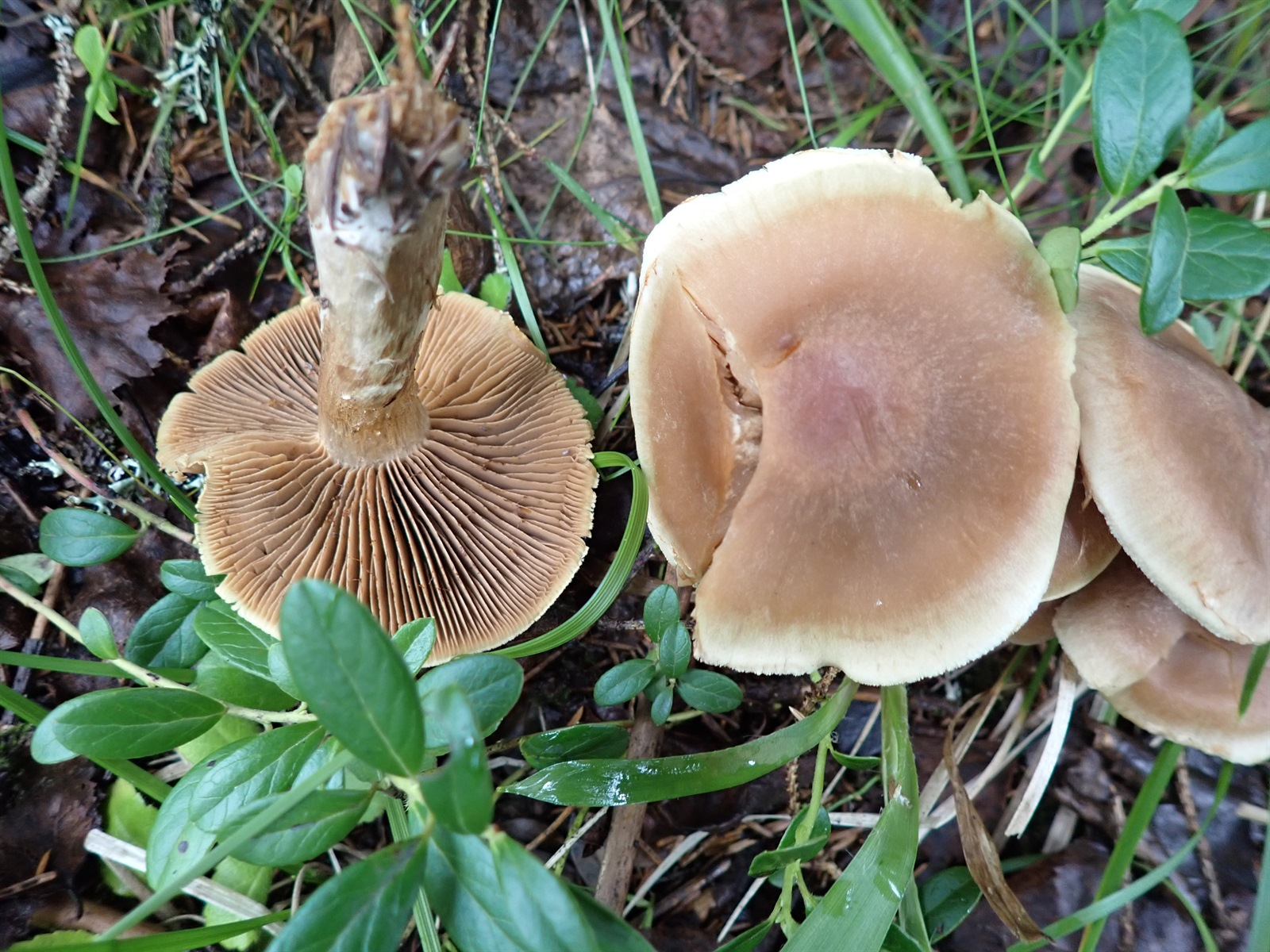
C. triformis: pălărie, lamele și picior
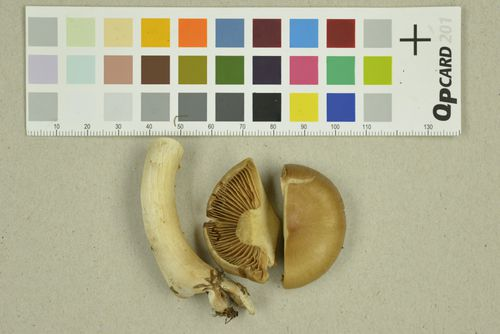
C. triformis tăiat

## Confuzii
Specia poate fi confundată de exemplu cu: Cortinarius armeniacus (necomestibil), Cortinarius balaustinus (comestibil), Cortinarius bivelus (necomestibil), Cortinarius bovinus (necomestibil), Cortinarius cotoneus (otrăvitor), Cortinarius crassus (comestibil), Cortinarius duracinus (necomestibil) + imagini Arhivat în 30 decembrie 2022, la Wayback Machine., Cortinarius hinnuleus (necomestibil), Cortinarius largus (necomestibil), Cortinarius laniger (necomestibil), Cortinarius percomis (comestibil), Cortinarius rigens (necomestibil) sau Cortinarius spilomeus (necomestibil).

## Specii asemănătoare în imagini

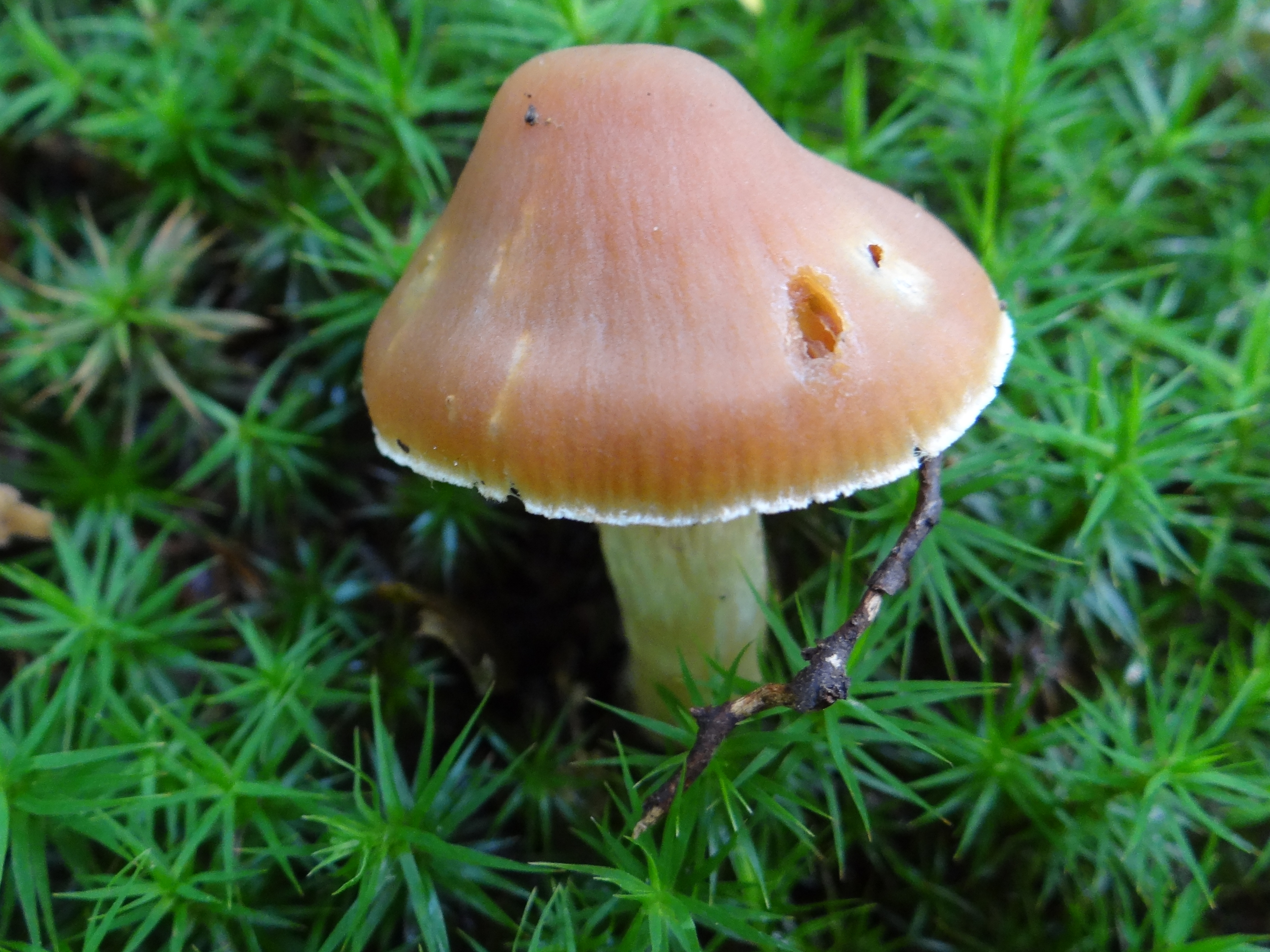
!Cortinarius armeniacus!
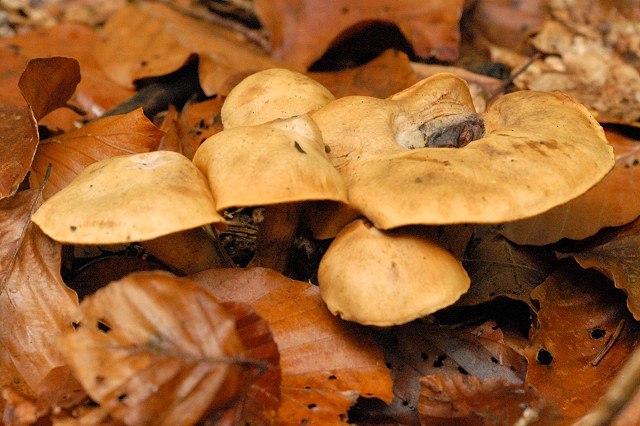
Cortinarius balaustinus
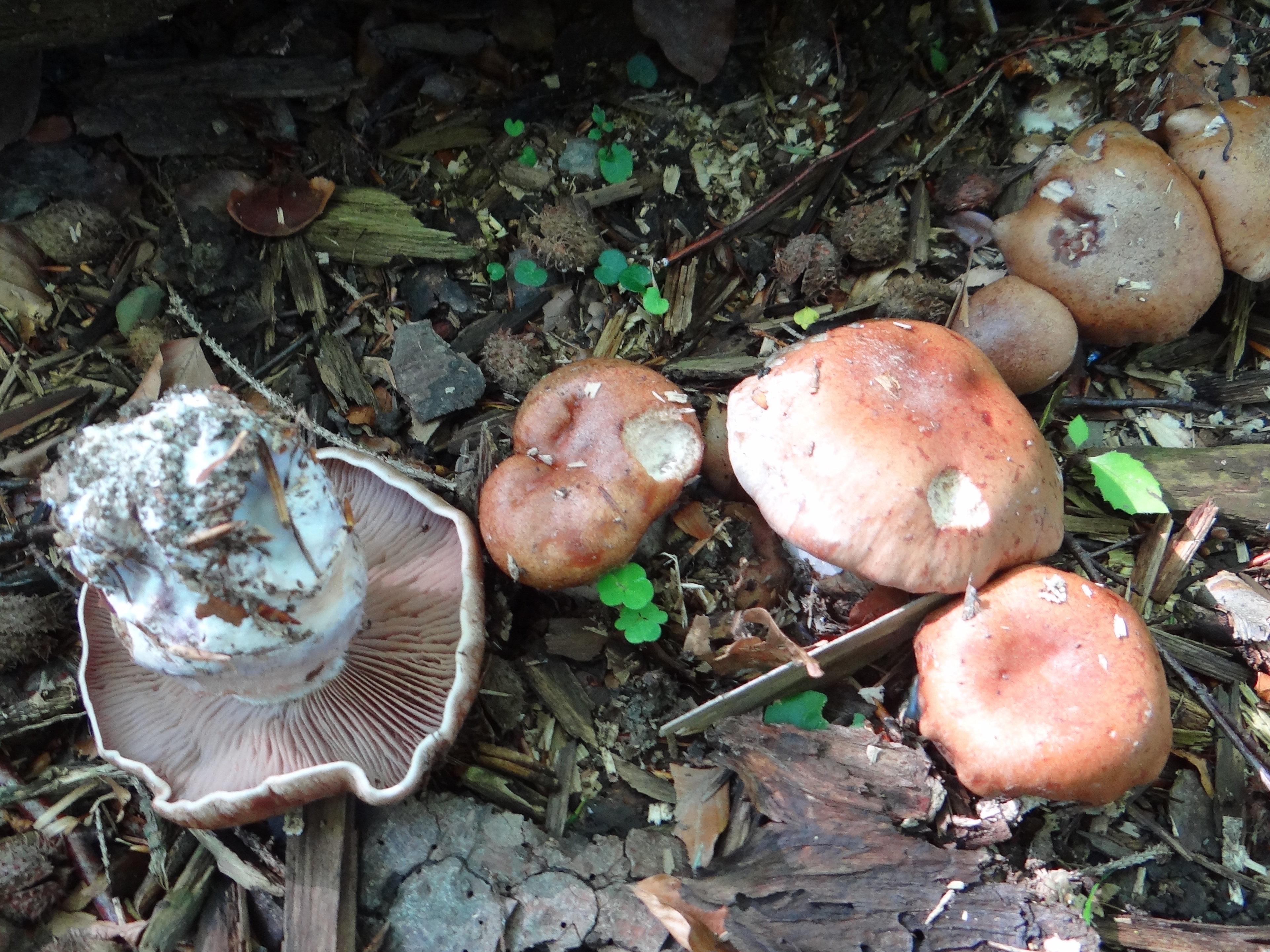
!Cortinarius bivelus !
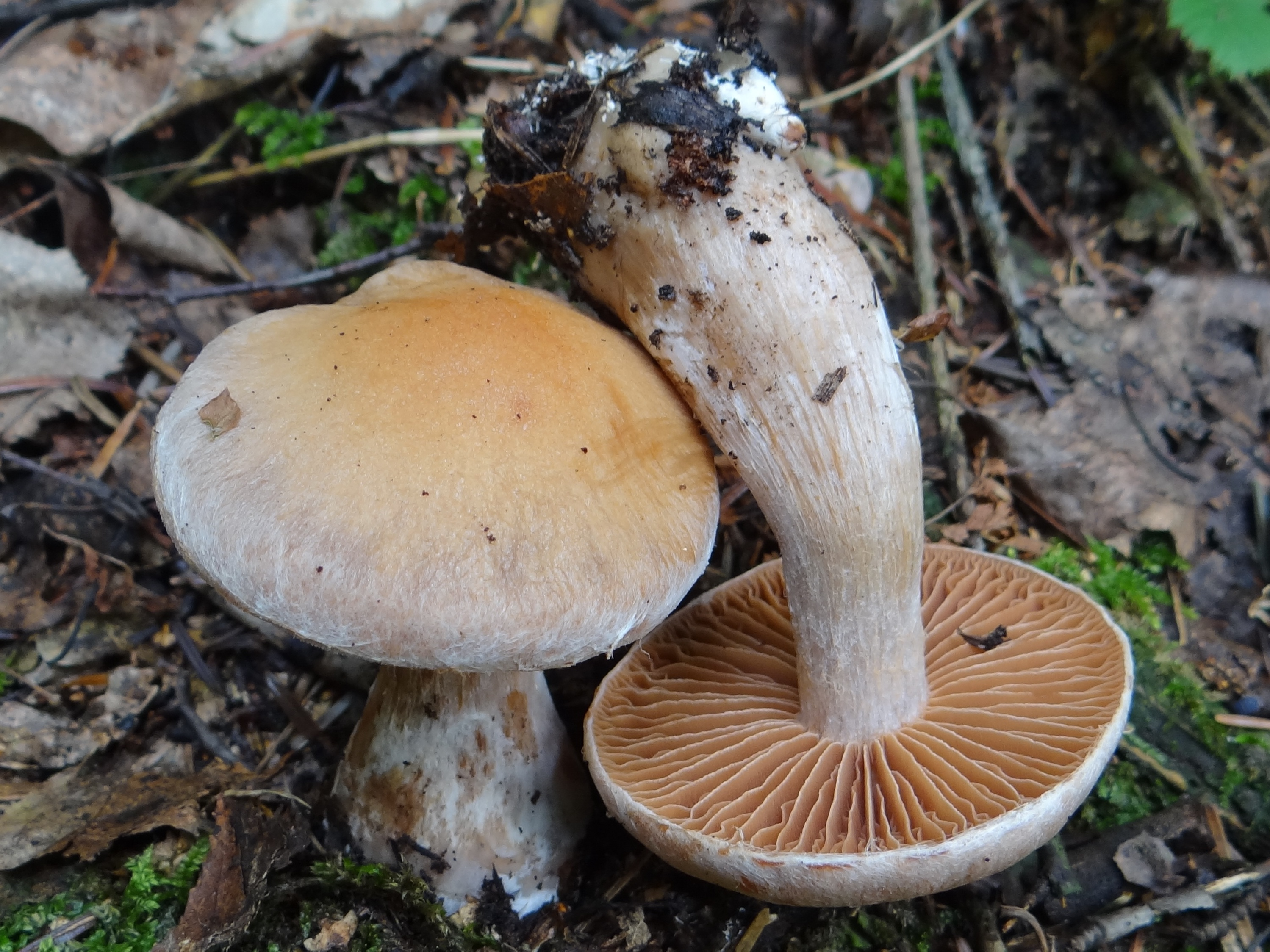
!Cortinarius bovinus!
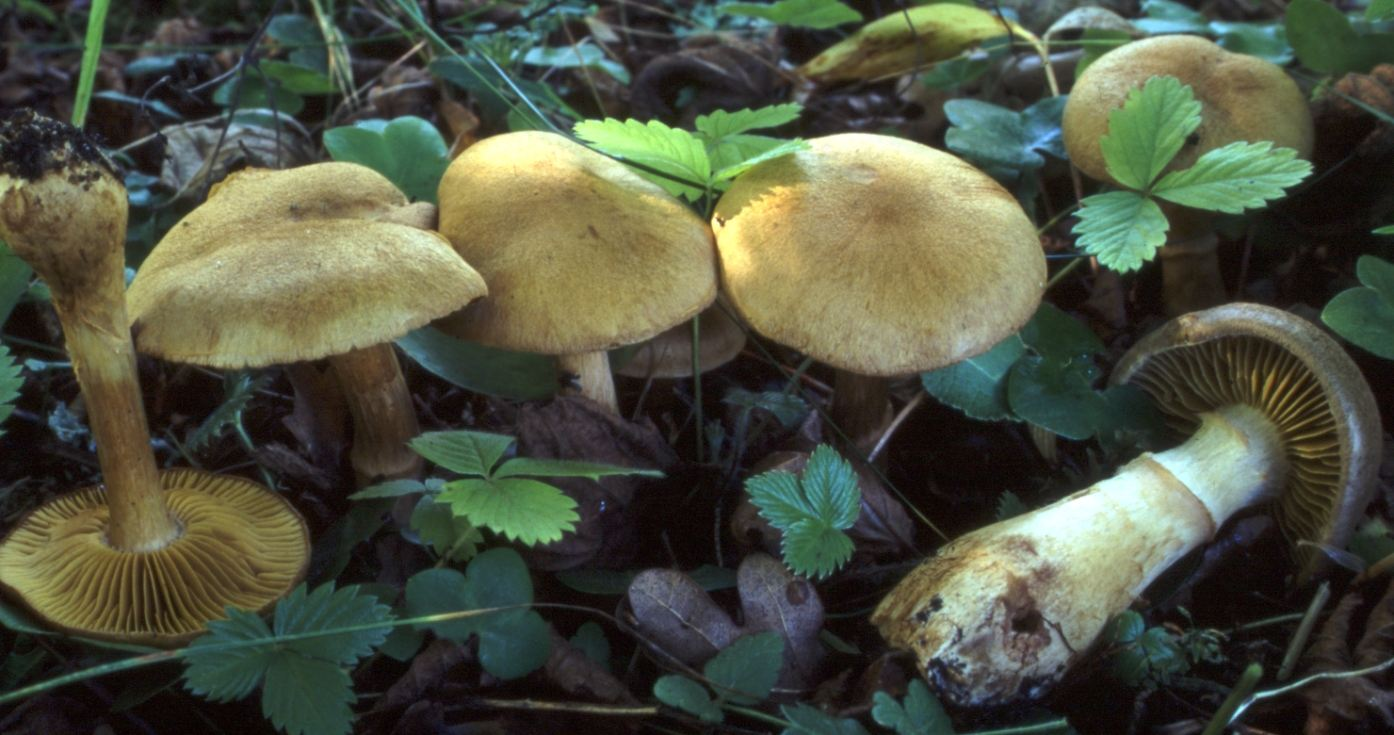
!!Cortinarius cotoneus!!
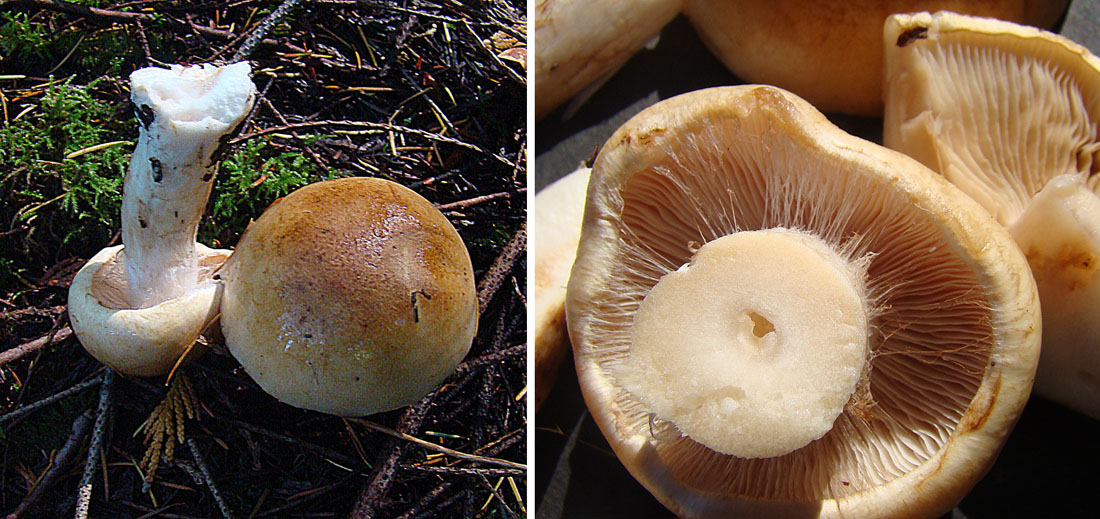
Cortinarius crassus

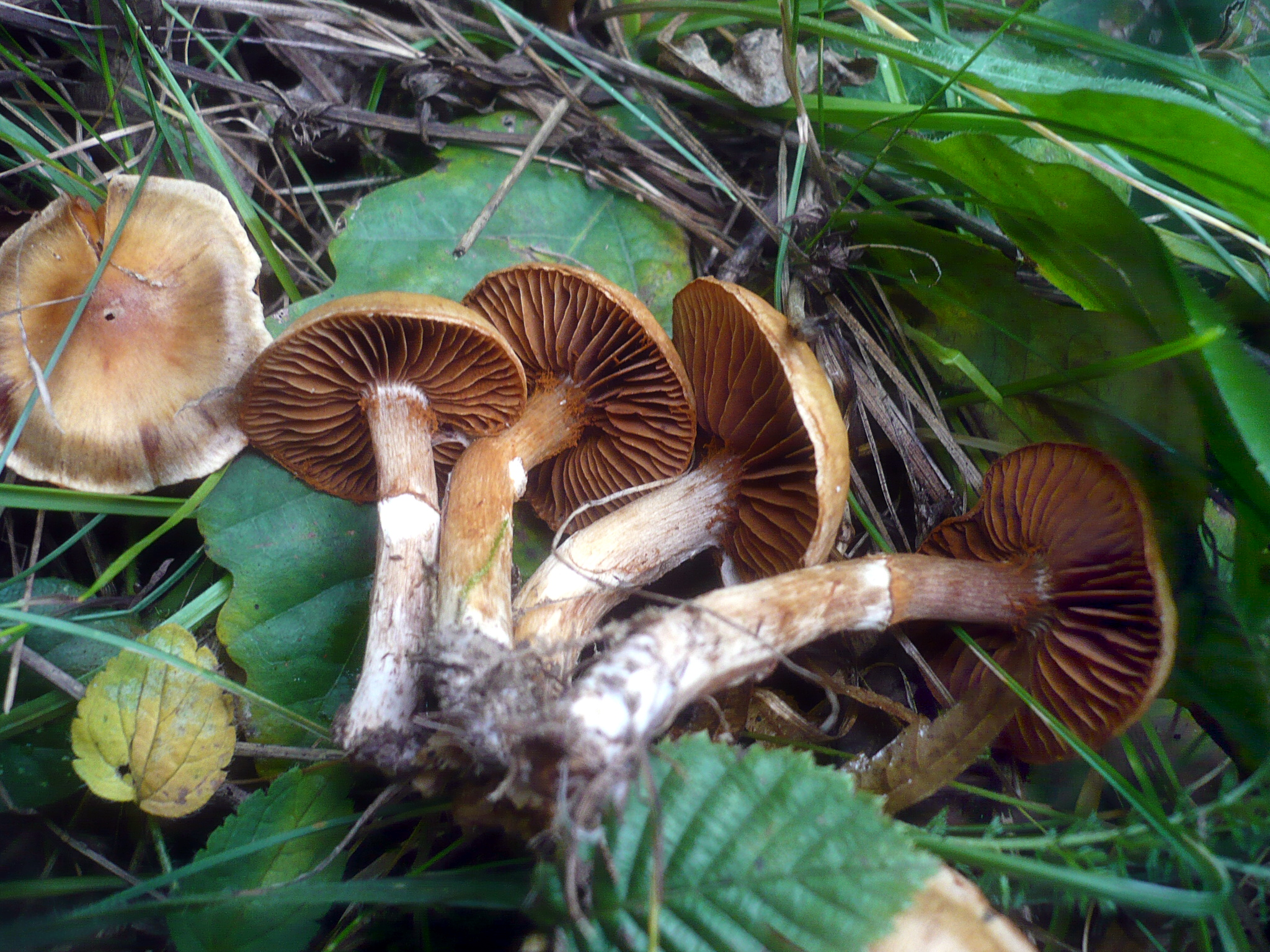
!Cortinarius hinnuleus!
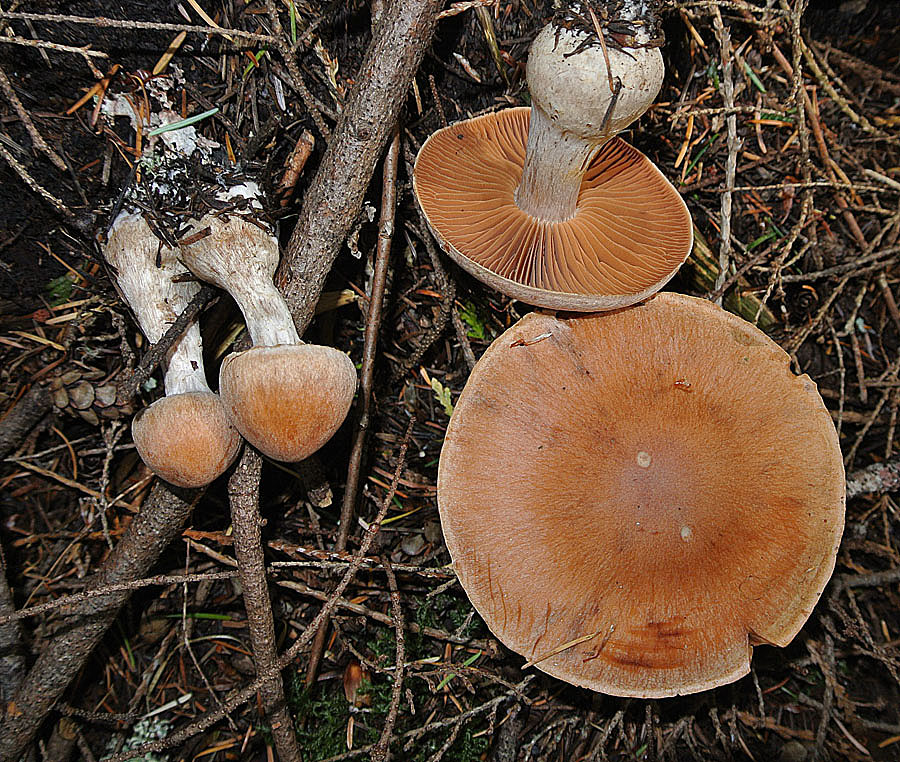
!Cortinarius laniger!
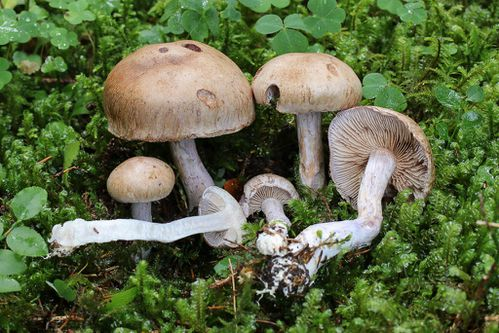
!Cortinarius largus!
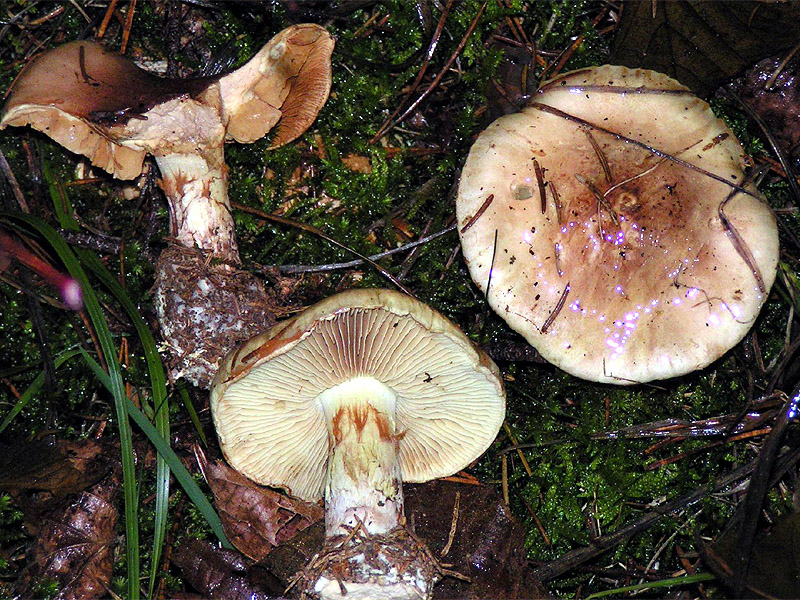
Cortinarius percomis
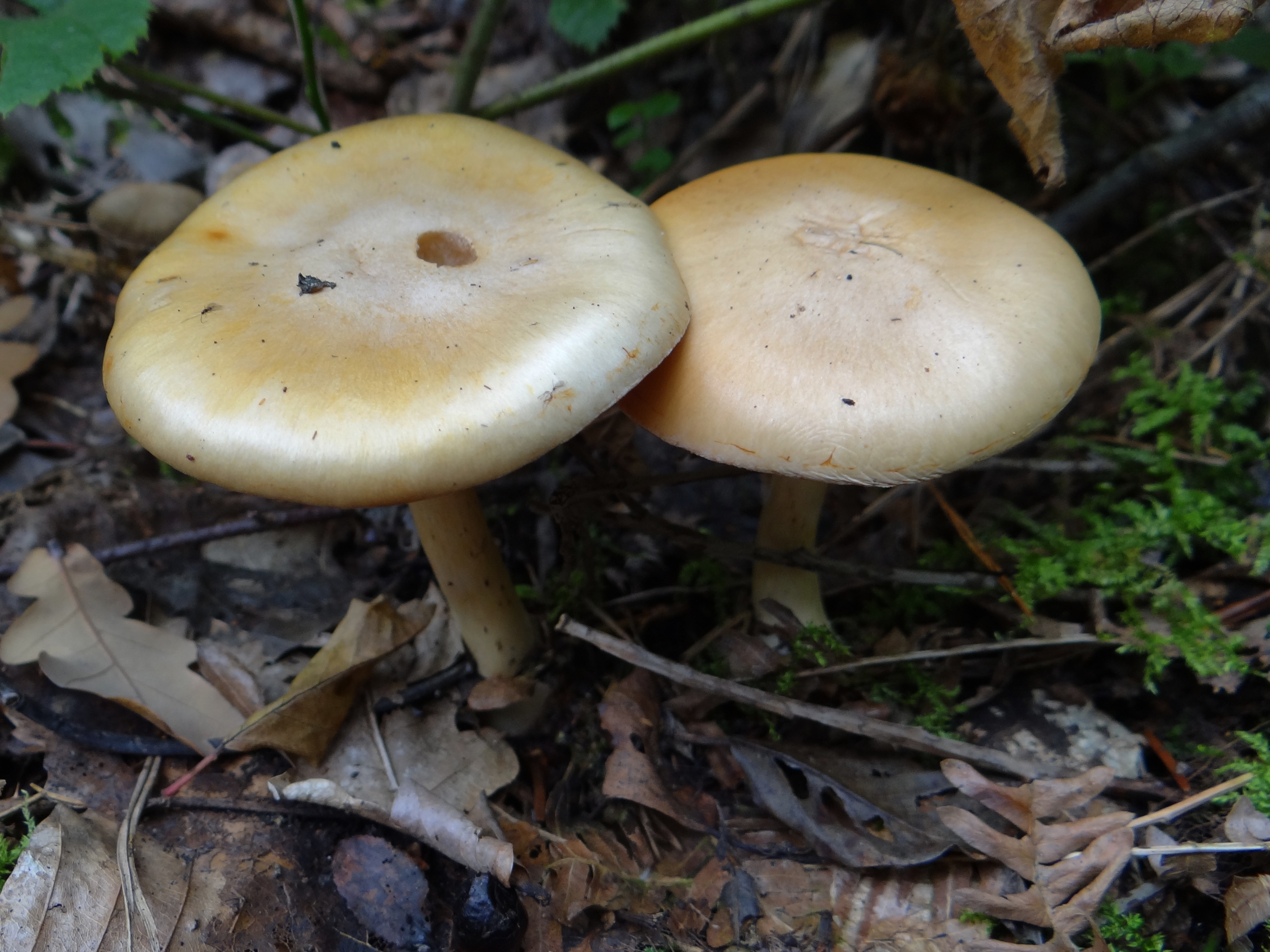
!Cortinarius rigens!
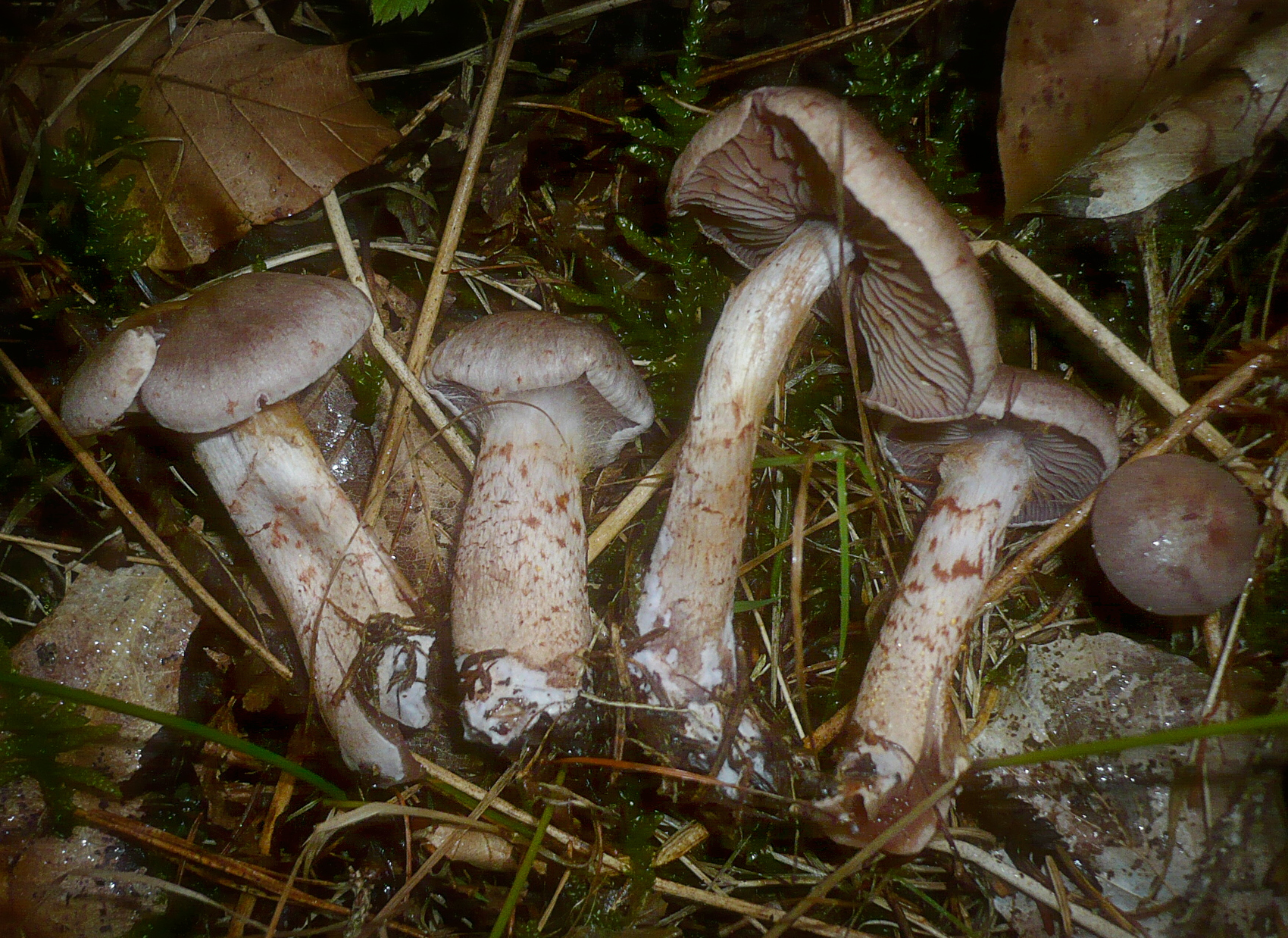
!Cortinarius spilomeus!

## Valorificare
Cortinarius triformis nu este toxic, dar din cauza calității inferioare a mirosului și a cărnii necomestibil. 